# 신당 사키가케
신당 사키가케(新党さきがけ)는 일본의 없어진 정당이다. 보수주의, 개혁주의, 생태주의 색체를 띄었다. 자유민주당에서 분당된 정당이다. 사키가케는 일본어로 "선구자"를 뜻한다.

## 역대 선거 결과

### 중의원
| 선거        | 의석     | 득표율 |
| ----------- | -------- | ------ |
| 1993년 선거 | 13 / 511 | 2.64%  |
| 1996년 선거 | 2 / 500  | 1.05%  |
| 2000년 선거 | 0 / 480  | 0%     |

### 참의원
| 선거        | 의석    | 득표율 |
| ----------- | ------- | ------ |
| 1995년 선거 | 3 / 252 | 3.58%  |
| 1998년 선거 | 0 / 252 | 1.40%  |
| 2001년 선거 | 0 / 247 | 0%     |

## 같이 보기
- 일본의 정치
- 일본의 정당